# Distanciómetro
El distanciómetro, también conocido como por sus siglas en inglés EDM (electronic distance meter), es un instrumento electrónico de medición que calcula la distancia desde el dispositivo hasta el siguiente punto al que se apunte con el mismo (distanciometría). Existen 3 tipos de acuerdo a su método de medición: sónicos, por láser, y por radar. Los primeros utilizan ultrasonido para calcular la distancia, los segundos un rayo láser visible o invisible, y los demás utilizan ondas de radio.

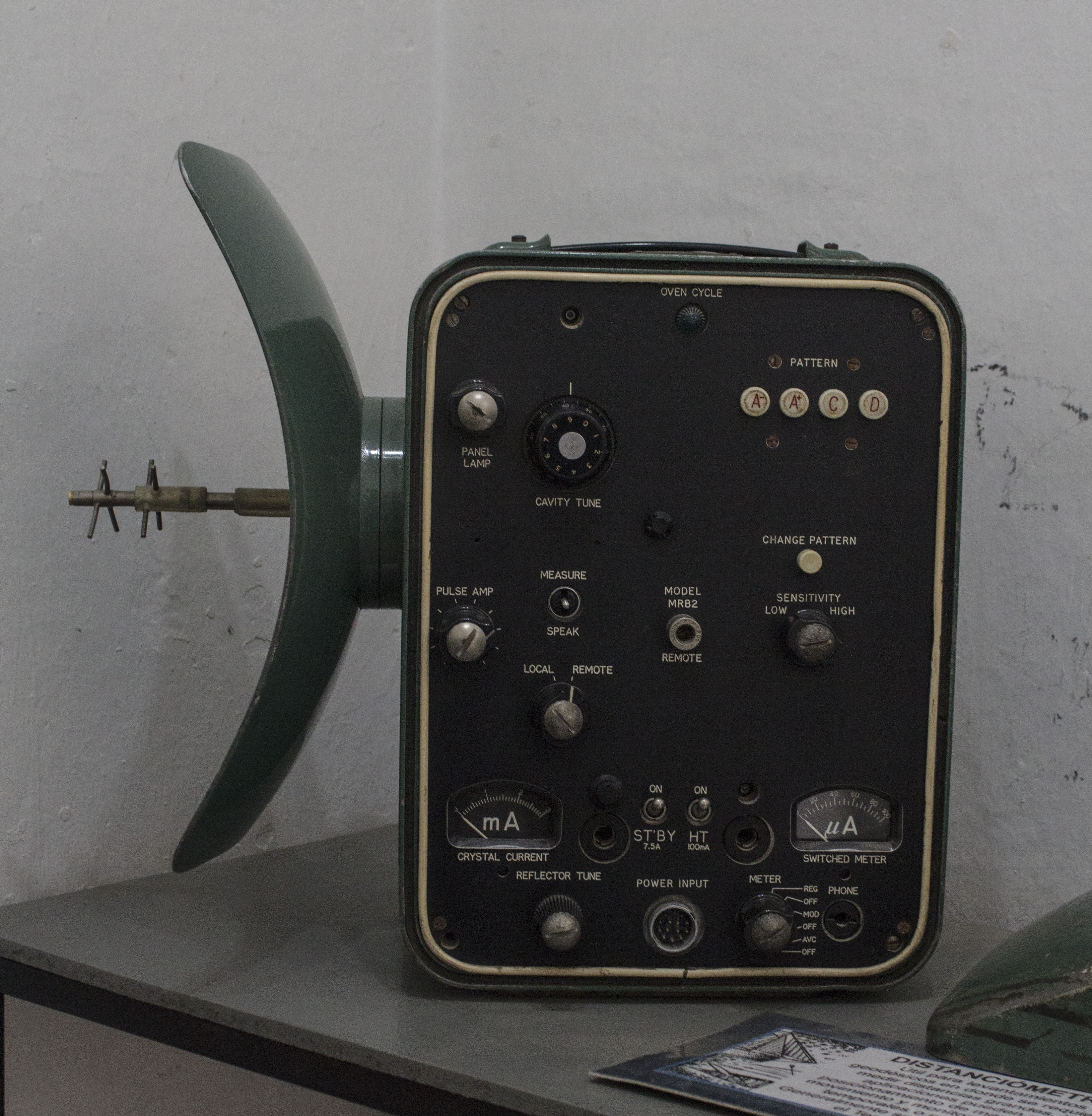
Distanciómetro

El distanciómetro se creó para facilitar las mediciones cuando un flexómetro no podía llegar. Si la distancia era muy larga y no había soporte, este se doblaba o no era lo suficientemente largo.
En topografía el que más se utiliza es el medidor láser, con este método se pueden medir distancias inclinadas desde un punto conocido a otro desconocido. A través del distanciómetro se pueden obtener, a través de cálculos, el nuevo punto y la cota.

## Aplicaciones
Las aplicaciones incluyen balística, topografía y uso deportivo. 

### Balística
Los distanciómetros pueden ser utilizados con objetivos militares como un medio para encontrar la distancia al objetivo. Aunque muy utilizado en el pasado, un distanciómetro no siempre es la mejor opción, ya que emite un haz de luz que puede descubrir la posición del tirador. 

### Topografía
Los medidores láser de distancias se utilizan en topografía para medir las distancias inclinadas entre el punto conocido y el punto por conocer y por medio de cálculos internos y agregando el ángulo de inclinación, se puede obtener las coordenadas del punto nuevo y su cota.

### Deporte
En deportes como el golf, se utilizan para medir la distancia al green. 